# Saison 1992-1993 de la LIH
Saison précédente Saison suivante
La Saison 1992-1993 est la quarante-huitième saison de la ligue internationale de hockey.
Les Komets de Fort Wayne remportent la Coupe Turner en battant les Gulls de San Diego en série éliminatoire.

## Saison régulière
Deux équipes s'ajoute à la ligue avant le début de la saison régulière, soit les Knights d'Atlanta et les Cyclones de Cincinnati. Les Lumberjacks de Muskegon sont pour leur part relocalisé pour devenir les Lumberjacks de Cleveland.
Avec l'ajout des deux équipes et le projet d'expansion de la ligue prévu pour les prochaines saisons, la ligue modifie les divisions qui passent ainsi de deux à quatre. Nous retrouverons alors deux conférences; la conférence de l'Est sera composé des divisions Atlantique et Centrale alors que dans la conférence de l'Ouest il y aura les divisions Mid-Ouest et Pacifique.
Un nouveau trophée fait également son apparition durant cette saison, soit l'«Homme de l'année en LIH»  (IHL Man of the Year). Le prix, également connu sous le nom de Trophée I. John Snyder, II, sera remis annuellement au joueur de la ligue s'étant le plus impliqué auprès de sa communauté.

### Classement de la saison régulière
Pour les significations des abréviations, voir Statistiques du hockey sur glace.
| Équipe                   | PJ | V  | D  | N | DP | PTS | Bp  | Bc  |
| ------------------------ | -- | -- | -- | - | -- | --- | --- | --- |
| Knights d'Atlanta        | 82 | 52 | 23 | 0 | 7  | 111 | 333 | 291 |
| Lumberjacks de Cleveland | 82 | 39 | 34 | 0 | 9  | 87  | 329 | 330 |
| Cyclones de Cincinnati   | 82 | 27 | 48 | 0 | 7  | 61  | 305 | 364 |

| Équipe               | PJ | V  | D  | N | DP | PTS | Bp  | Bc  |
| -------------------- | -- | -- | -- | - | -- | --- | --- | --- |
| Komets de Fort Wayne | 82 | 49 | 27 | 0 | 6  | 104 | 339 | 294 |
| Ice d'Indianapolis   | 82 | 34 | 39 | 0 | 9  | 77  | 324 | 347 |
| Wings de Kalamazoo   | 82 | 29 | 42 | 0 | 11 | 69  | 291 | 367 |

| Équipe                | PJ | V  | D  | N | DP | PTS | Bp  | Bc  |
| --------------------- | -- | -- | -- | - | -- | --- | --- | --- |
| Admirals de Milwaukee | 82 | 49 | 23 | 0 | 10 | 108 | 329 | 280 |
| Blades de Kansas City | 82 | 46 | 26 | 0 | 10 | 102 | 318 | 288 |
| Rivermen de Peoria    | 82 | 41 | 33 | 0 | 8  | 90  | 297 | 307 |

| Équipe                     | PJ | V  | D  | N | DP | PTS | Bp  | Bc  |
| -------------------------- | -- | -- | -- | - | -- | --- | --- | --- |
| Gulls de San Diego         | 82 | 62 | 12 | 0 | 8  | 132 | 381 | 229 |
| Golden Eagles de Salt Lake | 82 | 38 | 39 | 0 | 5  | 81  | 269 | 305 |
| Roadrunners de Phoenix     | 82 | 26 | 50 | 0 | 6  | 58  | 248 | 361 |

### Meilleurs pointeurs
Nota : PJ = Parties Jouées, B  = Buts, A = Aides, Pts = Points
| Joueur          | Équipe       | PJ | B  | A  | Pts |
| --------------- | ------------ | -- | -- | -- | --- |
| Tony Hrkac      | Indianapolis | 80 | 45 | 87 | 132 |
| Dave Michayluk  | Cleveland    | 82 | 47 | 65 | 112 |
| Daniel Gauthier | Cleveland    | 80 | 40 | 66 | 106 |
| Patrick Lebeau  | Salt Lake    | 75 | 40 | 60 | 100 |
| Daniel Shank    | San Diego    | 77 | 39 | 53 | 92  |
| Brad Lauer      | Indianapolis | 62 | 50 | 41 | 91  |
| Keith Osborne   | Atlanta      | 72 | 40 | 49 | 89  |
| Paul Willett    | Fort Wayne   | 74 | 33 | 52 | 85  |
| Jock Callander  | Atlanta      | 69 | 34 | 50 | 84  |
| Brian Dobbin    | Milwaukee    | 80 | 39 | 45 | 84  |

## Séries éliminatoires
Lors des quarts de finale, le premier de chaque conférence affronte l'équipe s'étant classé quatrième et celle terminant la saison régulière au deuxième rang affronte l'équipe ayant fini troisième.
|  | Quarts de finale         | Quarts de finale      |                    |   | Demi-finales | Demi-finales |  |  | Finale | Finale |
|  |                          |                       |                    |   |              |              |  |  |        |        |
|  |                          |                       |                    |   |              |              |  |  |        |        |
|  |                          |                       |                    |   |              |              |  |  |        |        |
|  | Gulls de San Diego       | 4                     |                    |   |              |              |  |  |        |        |
|  | Gulls de San Diego       | 4                     |                    |   |              |              |  |  |        |        |
|  | Rivermen de Peoria       | 0                     |                    |   |              |              |  |  |        |        |
|  | Rivermen de Peoria       | 0                     | Gulls de San Diego | 4 |              |              |  |  |        |        |
|  | Conférence de l'Ouest    |                       | Gulls de San Diego | 4 |              |              |  |  |        |        |
|  |                          | Blades de Kansas City | 2                  |   |              |              |  |  |        |        |
|  | Admirals de Milwaukee    | Blades de Kansas City | 2                  | 2 |              |              |  |  |        |        |
|  | Admirals de Milwaukee    |                       |                    | 2 |              |              |  |  |        |        |
|  | Blades de Kansas City    | 4                     |                    |   |              |              |  |  |        |        |
|  | Blades de Kansas City    | 4                     | Gulls de San Diego | 0 |              |              |  |  |        |        |
|  |                          |                       | Gulls de San Diego | 0 |              |              |  |  |        |        |
|  |                          | Komets de Fort Wayne  | 4                  |   |              |              |  |  |        |        |
|  | Knights d'Atlanta        | Komets de Fort Wayne  | 4                  | 4 |              |              |  |  |        |        |
|  | Knights d'Atlanta        |                       |                    | 4 |              |              |  |  |        |        |
|  | Ice d'Indianapolis       | 1                     |                    |   |              |              |  |  |        |        |
|  | Ice d'Indianapolis       | 1                     | Knights d'Atlanta  | 0 |              |              |  |  |        |        |
|  | Conférence de l'Est      |                       | Knights d'Atlanta  | 0 |              |              |  |  |        |        |
|  |                          | Komets de Fort Wayne  | 4                  |   |              |              |  |  |        |        |
|  | Komets de Fort Wayne     | Komets de Fort Wayne  | 4                  | 4 |              |              |  |  |        |        |
|  | Komets de Fort Wayne     |                       |                    | 4 |              |              |  |  |        |        |
|  | Lumberjacks de Cleveland | 0                     |                    |   |              |              |  |  |        |        |

### Quarts de finale
| Date     | Visiteur  | Pointage | Receveur  |
| -------- | --------- | -------- | --------- |
| 16 avril | Peoria    | 3-5      | San Diego |
| 17 avril | Peoria    | 1-3      | San Diego |
| 20 avril | San Diego | 7-2      | Peoria    |
| 22 avril | San Diego | 5-4      | Peoria    |

Les Gulls de San Diego remportent la série 4 à 0.
| Date     | Visiteur    | Pointage | Receveur    |
| -------- | ----------- | -------- | ----------- |
| 16 avril | Kansas City | 2-5      | Milwaukee   |
| 19 avril | Kansas City | 3-2      | Milwaukee   |
| 21 avril | Milwaukee   | 3-6      | Kansas City |
| 23 avril | Milwaukee   | 3-4 (P)  | Kansas City |
| 24 avril | Milwaukee   | 3-2      | Kansas City |
| 26 avril | Kansas City | 5-2      | Milwaukee   |

Les Blades de Kansas City remportent la série 4 à 2.
| Date     | Visiteur     | Pointage | Receveur     |
| -------- | ------------ | -------- | ------------ |
| 17 avril | Indianapolis | 1-5      | Atlanta      |
| 18 avril | Indianapolis | 2-6      | Atlanta      |
| 22 avril | Atlanta      | 3-5      | Indianapolis |
| 23 avril | Atlanta      | 5-3      | Indianapolis |
| 25 avril | Atlanta      | 6-5 (P)  | Indianapolis |

Les Knights d'Atlanta remportent la série 4 à 1.
| Date     | Visiteur   | Pointage | Receveur   |
| -------- | ---------- | -------- | ---------- |
| 16 avril | Cleveland  | 1-4      | Fort Wayne |
| 18 avril | Cleveland  | 2-6      | Fort Wayne |
| 22 avril | Fort Wayne | 5-2      | Cleveland  |
| 24 avril | Fort Wayne | 7-3      | Cleveland  |

Les Komets de Fort Wayne remportent la série 4 à 0.

### Demi-finales
| Date     | Visiteur    | Pointage | Receveur    |
| -------- | ----------- | -------- | ----------- |
| 30 avril | Kansas City | 1-0      | San Diego   |
| 1er mai  | Kansas City | 3-4      | San Diego   |
| 5 mai    | San Diego   | 6-5      | Kansas City |
| 7 mai    | San Diego   | 1-4      | Kansas City |
| 8 mai    | San Diego   | 2-1 (P)  | Kansas City |
| 10 mai   | Kansas City | 2-5      | San Diego   |

Les Gulls de San Diego remportent la série 4 à 2.
| Date     | Visiteur   | Pointage | Receveur   |
| -------- | ---------- | -------- | ---------- |
| 30 avril | Fort Wayne | 4-1      | Atlanta    |
| 1er mai  | Fort Wayne | 2-1      | Atlanta    |
| 5 mai    | Atlanta    | 2-3      | Fort Wayne |
| 7 mai    | Atlanta    | 1-2      | Fort Wayne |

Les Komets de Fort Wayne remportent la série 4 à 0.

### Finale
| Date   | Visiteur   | Pointage | Receveur   |
| ------ | ---------- | -------- | ---------- |
| 14 mai | Fort Wayne | 7-1      | San Diego  |
| 16 mai | Fort Wayne | 5-1      | San Diego  |
| 19 mai | San Diego  | 2-3 (P)  | Fort Wayne |
| 21 mai | San Diego  | 1-6      | Fort Wayne |

Les Komets de Fort Wayne remportent la série 4 à 0.

## Trophées remis
- Collectifs :
  - Coupe Turner (champion des séries éliminatoires) : Komets de Fort Wayne.
  - Trophée Fred-A.-Huber (champion de la saison régulière) : Gulls de San Diego.
- Individuels :
  - Trophée du commissaire (meilleur entraîneur) : Al Sims, Komets de Fort Wayne.
  - Trophée Leo-P.-Lamoureux (meilleur pointeur) : Tony Hrkac, Ice d'Indianapolis.
  - Trophée James-Gatschene (MVP) : Tony Hrkac, Ice d'Indianapolis.
  - Trophée N.-R.-« Bud »-Poile (meilleur joueur des séries) : Pokey Reddick, Komets de Fort Wayne.
  - Trophée Garry-F.-Longman (meilleur joueur recrue) : Mikhail Shtalenkov, Admirals de Milwaukee.
  - Trophée Ken-McKenzie (meilleur recrue américaine) : Mark Beaufait, Blades de Kansas City.
  - Trophée des gouverneurs (meilleur défenseur) : Bill Houlder, Gulls de San Diego.
  - Trophée James-Norris (gardien avec la plus faible moyenne de buts alloués) : Rick Knickle et Clint Malarchuk, Gulls de San Diego.
  - Ironman Award (durabilité/longévité) : Dave Michayluk, Lumberjacks de Cleveland.
  - Homme de l'année en LIH (implication dans sa communauté) : Robbie Nichols, Gulls de San Diego.